# Companheiro (Doctor Who)
No programa de longa duração de ficção científica televisiva da BBC Doctor Who e trabalhos relacionados, o termo "companion" (companheiro) refere-se a um personagem que viaja ou compartilha aventuras com o Doutor. Na maioria das histórias de "Doctor Who", o companion principal atua como um substituto do público. Eles fornecem a lente através da qual o espectador é apresentado à série. O personagem companheiro geralmente avança a história fazendo perguntas (muitas vezes para ajudar o público a entender também) e se metendo em problemas, ou ajudando, resgatando ou desafiando o Doutor. Essa designação é aplicada a um personagem pelos produtores do programa e aparece no material promocional da BBC e na terminologia ficcional fora da tela. O Doutor também se refere aos outros protagonistas do programa como seus "amigos" ou "assistentes"; a imprensa britânica também usou o último termo.

## História
Nos primeiros episódios de Doctor Who, a estrutura dramática do elenco do programa era bem diferente do padrão de herói e ajudante que surgiu mais tarde. Inicialmente, o caráter do Doutor não era claro, com motivos e habilidades incertas. Os protagonistas foram os professores Ian Chesterton e Barbara Wright, que forneceram o ponto de vista do público em histórias ambientadas na história da Terra e em mundos alienígenas. Ian, em particular, desempenhou o papel de herói de ação. O quarto personagem era a neta do Doutor, Susan, que (embora inicialmente apresentada como uma "criança sobrenatural") foi destinada como uma figura de identificação para os espectadores mais jovens.
Carole Ann Ford, que interpretou Susan Foreman, ficou descontente com a falta de desenvolvimento de sua personagem e optou por sair em sua segunda tempora. A personagem de Susan foi casada com um lutador da liberdade e deixada para trás para reconstruir uma Terra devastada por Daleks. Os produtores de Doctor Who substituíram Susan por outra jovem personagem feminina, Vicki. Da mesma forma, quando Ian e Barbara saíram, a posição de "herói de ação" foi preenchida pelo astronauta Steven Taylor. Esse agrupamento do Doutor, um jovem homem heróico e uma jovem atraente se tornou o padrão do programa ao longo da década de 1960.
Quando o programa mudou para cores em 1970, seu formato mudou: o Doutor estava agora ligado à Terra e adquiriu um elenco de apoio por sua afiliação com a organização paramilitar United Nations Intelligence Taskforce (UNIT). O Terceiro Doutor, mais ativo e físico do que seus antecessores, tornou redundante o papel do companheiro masculino "herói de ação". Na temporada de 1970, o Doutor foi acompanhado pela cientista Liz Shaw e Brigadier Lethbridge-Stewart, juntamente com outros funcionários da UNIT (como Sargento Benton). O intelectual Shaw foi substituído por Jo Grant na temporada seguinte, e como o programa voltou a aventuras ocasionais no espaço sideral, o formato mudou mais uma vez: enquanto UNIT continuou a fornecer uma "base" regular para histórias ligadas à Terra, em histórias em outros planetas, o Doutor e Jo se tornaram uma equipe de duas pessoas com um vínculo pessoal e próximo. Esse padrão, o Doutor com uma única companheira, tornou-se um modelo do qual os episódios subsequentes de "Doctor Who" raramente divergiam.
O personagem de Harry Sullivan foi criado pela equipe de produção quando se esperava que o Quarto Doutor fosse interpretado por um ator mais velho que teria problemas com a atividade expressa por seu antecessor. O papel foi para Tom Baker de 40 anos, e o papel de Harry, não mais necessário para o papel de ação, foi descartado após uma temporada.
Na temporada final do Quarto Doutor, ele adquiriu três companheiros (Adric, Tegan, e Nyssa), e esta situação continuou sob o Quinto Doutor por grande parte de sua primeira temporada. Adric foi escrito pelo método incomum dentro do arco Earthshock ao ser "morto". Na época do Sexto Doutor, um único companheiro tornou-se padrão novamente.
Quando a série retornou em 2005, uma única companheira feminina permaneceu o formato padrão, embora também aparecessem companheiros intermitentes e de curto prazo. Exceções mais consistentes ocorreram entre a 5.ª e 7.ª temporada, quando o Décimo primeiro Doutor viajou com Amy Pond e Rory Williams, e a 10.ª temporada, onde o Décimo segundo Doutor apareceu ao lado de Bill Potts e Nardole. Em conjunto com a introdução da primeira Doutora mulher, a era da Décima terceira Doutora apresenta vários companheiros (homens e mulheres) por toda parte.

## Definição
Embora o termo "companion" seja designado a personagens específicos pelos produtores do programa e apareça no material promocional da BBC e na terminologia ficcional fora da tela, não há uma definição formal que constitua tal designação. A definição de quem é e quem não é um companheiro fica menos clara na série mais recente. Por exemplo, Stephen Brook no blog Organgrinder do jornal Guardian descontado Michelle Ryan como uma provável próxima companheira, mas disse que "o que constitui uma companheira de Doctor Who não está mais claro". Durante as últimas encarnações do Doutor, seus principais companheiros, como Rose Tyler e Martha Jones, cumpriram um papel dramático distinto, mais significativo do que outros viajantes da TARDIS menos proeminentes, como Adam, Jack e Mickey. A imprensa britânica se referiu a Martha como a "primeira companheira de minoria étnica nos 43 anos de história televisiva de Doctor Who",  apesar da presença de Mickey Smith na temporada anterior - incluindo vários episódios em que ele viajou na TARDIS com o Doutor. Da mesma forma, Bill Potts foi promovida como o primeira companion gay em 2017, apesar da estreia do bissexual Jack Harkness e River Song em anos anteriores.
Os créditos de abertura pouco esclarecem a situação. Nas duas primeiras temporada do programa renovado, o único ator coadjuvante a receber um crédito de título é Billie Piper, embora companheiros de curto prazo como Bruno Langley (Adam Mitchell), John Barrowman (Jack Harkness) e Noel Clarke (Mickey Smith) todos aparecam. Na terceira temporada, Barrowman recebe um crédito de título por seu retorno ao show ao lado do membro permanente do elenco Freema Agyeman, e na quarta temporada Agyeman é restaurado para os títulos de abertura para seu arco de retorno como Martha Jones. A quarta temporada também dá a Agyeman, Piper, Barrowman e Elisabeth Sladen o título de cobrança por seus reaparecimentos nas duas partes finais. Clarke também reprisa seu papel no final da quarta temporada; embora listado como companheiro ao lado de outros atores no site de Doctor Who na BBC, Clarke não é creditado desta forma. Em "The End of Time", John Simm recebe o título de cobrança por seu papel de antagonista como o Mestre, à frente de Bernard Cribbins como o companheiro Wilfred Mott. Nos anos seguintes, Claire Skinner, Nick Frost e Mark Gatiss receberam créditos de título em episódios especiais para papéis que não são considerados companions, assim como Piper por seu retorno não-companheiro em "The Day of the Doctor".
Os companheiros da série revivida também têm um mandato mais flexível do que seus antecessores clássicos. Vários personagens companheiros retornaram à série depois de deixar a companhia do Doutor, mais notavelmente no final da quarta temporada "The Stolen Earth"/"Journey's End" (2008), que apresenta um recorde de oito companheiros passados, presentes e futuros: Donna se junta a Rose, Martha, Jack, Sarah Jane e Mickey, enquanto o antigo companheiro K9 e o futuro companheiro Wilfred Mott fazem aparições. Essa tendência, mais o aumento de companheiros "únicos" como Astrid Peth e Jackson Lake, obscureceu ainda mais a questão de quem é e quem não é um companheiro.

## Função
Os companheiros do Doutor assumiram uma variedade de papéis – passageiros involuntários, assistentes (particularmente Liz Shaw), amigos e companheiros aventureiros; e, claro, ele regularmente ganha novos companheiros e perde os antigos. Às vezes eles voltam e às vezes encontram novas causas – ou amores – nos mundos que visitaram. Alguns companheiros morreram durante suas viagens com o Doutor, como o companheiro do Décimo segundo Doutor Bill Potts. Alguns fizeram viagens na TARDIS por acidente, como a mãe de Rose, Jackie Tyler.
A maioria dos companheiros viaja na TARDIS com o Doutor para mais de uma aventura. Às vezes, um personagem convidado assume um papel na história semelhante ao de um companheiro, como a fotógrafa Isobel Watkins, que desempenha um papel significativo em The Invasion (1968), ou Lynda em "Bad Wolf" e "The Parting of the Ways" (2005). Na era revivida, alguns personagens convidados ganharam status de companheiros, como Mickey Smith, River Song, Wilfred Mott, e Craig Owens.
Apesar do fato de que a maioria dos companheiros do Doutor são mulheres jovens e atraentes, a equipe de produção da série de 1963-89 manteve um tabu de longa data contra qualquer envolvimento romântico na TARDIS: por exemplo, Peter Davison, como o Quinto Doutor, não foi permitido colocar o braço em volta de Sarah Sutton (Nyssa) ou Janet Fielding (Tegan Jovanka). No entanto, isso não impediu que os fãs especulassem sobre possíveis envolvimentos românticos, principalmente entre o Quarto Doutor e a Dama do Tempo Romana (cujos atores, Tom Baker e Lalla Ward, compartilhou um romance e um breve casamento). O tabu controverso foi quebrado no filme de televisão de 1996 quando o Oitavo Doutor foi mostrado beijando a companheira Grace Holloway. A série de 2005 brincou com essa ideia fazendo vários personagens pensarem que o Nono Doutor e Rose Tyler eram um casal, o que eles negaram veementemente. Desde o renascimento da série, o Doutor beijou muitos de seus companheiros, incluindo Rose e Jack, embora cada instância não estivesse necessariamente em um contexto romântico. Nas temporadas 2-3 do renascimento, David Tennant como o Décimo Doutor e Rose têm uma tensão sexual significativa. Rose menciona compartilhar uma hipoteca com ele se ele ficar preso com ela em "The Satan Pit". No final da 2ª temporada, em "Doomsday", Rose e o Doutor são separados à força. O Doutor "queima um sol para dizer adeus" e responde a Rose dizendo "eu te amo" com uma frase de corte que quase certamente é "eu também te amo". Donna Noble negou veementemente um interesse sexual no Doutor quando ele a convidou para se juntar a ele e explicou: "Eu só quero uma companheira". Rose e Martha desenvolveram sentimentos românticos em relação ao Doutor. Do outro lado da mesma moeda, Amy reagiu ao estresse de suas aventuras tentando de forma muito agressiva seduzir o Doutor às vésperas de seu próprio casamento, apesar de estar apaixonada por seu noivo Rory; o Doutor a empurrou à força de si mesmo, embora ela não cessou imediatamente sua perseguição. O Décimo primeiro Doutor beijou romanticamente a filha de Amy e Rory, sua companheira esporádica River Song, em tom de brincadeira, propôs casamento a ela, e logo se casou com ela.
Companheiros anteriores reapareceram na série. Brigadeiro Lethbridge-Stewart reuniu-se com encarnações posteriores do Doutor em Mawdryn Undead e Battlefield. Ele e Sargento Benton começaram como personagens de retorno em primeiro lugar, tendo aparecido com o Segundo Doutor em The Web of Fear e novamente em The Invasion, antes de iniciar sua associação em tempo integral com os Terceiro e Quarto Doutores. Tegan Jovanka foi a primeira companheira em tempo integral a se separar do Doutor e, posteriormente, retornar à companhia em tempo integral, embora a pausa em seu mandato tenha sido pré-planejada.
A maioria dos reaparecimentos de companheiros na série original, no entanto, foram para especiais de aniversário, como The Five Doctors e Dimensions in Time, ambos com vários Doutores. A ex-companion, Sarah Jane Smith, junto com o cão robótico K-9, apareceu em quatro e dois episódios, respectivamente, da série revivida mais de vinte anos após suas últimas aparições na história do 20º aniversário The Five Doctors (1983). A personagem de Sarah Jane também liderou um spin-off de Doctor Who, The Sarah Jane Adventures, com K-9 até a morte de Sladen. Outro companheiro, Capitão Jack Harkness, é o personagem principal do spin-off do programa de ficção científica da BBC Torchwood. Não apenas esses ex-companheiros continuaram a fazer aparições em Doctor Who, eles às vezes foram acompanhados por alguns de seus próprios companheiros dos spin-offs ao fazê-lo, incluindo os colegas de Jack Gwen Cooper e Ianto Jones, e a 'família' de Sarah Jane, Mr Smith, Luke Smith e K-9 Mark IV. Outros ex-companheiros da era clássica e da série revivida também retornaram como estrelas convidadas nos spin-offs, incluindo Martha Jones em Torchwood, e o Brigadeiro Lethbridge-Stewart e Jo Grant em The Sarah Jane Adventures. K-9 Mark I também foi desmembrado em sua própria série, embora com uma continuidade independente.
Quando Doctor Who retornou à televisão em 2005, os personagens companheiros desempenharam um papel ligeiramente diferente, em parte devido a um forte foco no personagem de Rose Tyler e personagens conectados a ela. Por exemplo, embora Adam Mitchell fosse um companheiro pela definição padrão, ele apareceu em apenas dois episódios e foi sem dúvida uma parte menos significativa da temporada de 2005 do que o namorado ocasional de Rose, Mickey Smith, que não era tecnicamente um companheiro, mas apareceu em cinco episódios (ou seis, incluindo uma breve aparição como uma criança em "Father's Day"). Mickey mais tarde ganhou status de companheiro de pleno direito quando viajou na TARDIS no episódio de 2006 "School Reunion". Nesse episódio, Sarah Jane Smith se referiu a Rose como a "assistente" do Doutor, um termo ao qual esta se ofendeu. Essa troca pode ser considerada como uma indicação da mudança de abordagem da nova série para o papel de companheiro. Adam também foi muito menos significativo do que a mãe de Rose, Jackie Tyler, que era um personagem recorrente que viajava na TARDIS, mas não é considerada uma companion.
No final da 6ª temporada, Sarah Jane Smith é a única companheira da era clássica a ter viajado novamente com o Doutor na "série" revivida, e uma das duas que o fizeram na "era" revivida. . Ela recusou seu convite em "School Reunion", mas posteriormente se encontrou com o Doutor a bordo de um navio Dalek em "Journey's End" e viajou com ele, vários outros companheiros e Jackie Tyler na TARDIS. A antecessora de Sarah Jane, Jo Jones (nascida Grant), e seus respectivos companheiros posteriormente viajaram momentaneamente na TARDIS com o Décimo primeiro Doutor na série The Sarah Jane Adventures, Death of the Doctor. O Décimo primeiro Doutor tentou fazer com que o Brigadeiro Lethbridge-Stewart viajasse com ele novamente apenas para saber da morte dele meses antes.

## Familiares
Na era clássica, os amigos e familiares dos companheiros raramente eram retratados, e quase todos eram mantidos inconscientes da verdadeira natureza do Doutor e da TARDIS. As exceções incluem os breves retratos do futuro marido de Susan, David Campbell; A antepassada de Dodo Chaplet Anne Chaplet; O pai de Victoria Waterfield, Edward; o futuro marido de Jo Grant, Prof. Clifford Jones; os vários colegas de trabalho dos acompanhantes na UNIT; O pai de Leela, Sole e seu futuro marido Andred; Vanessa, tia de Tegan Jovanka, seu avô materno Andrew Verney, e seu primo Colin Frazer; O pai de Nyssa, Tremas, e a sua madrasta Kassia; O padrasto de Peri Brown, Prof. Howard Foster, e futuro marido King Yrcanos; Avó materna de Ace McShane Kathleen Dudman, A segunda esposa do brigadeiro Lethbridge-Stewart, Doris. A mídia spin-off da era clássica também introduziu a tia de Sarah Jane Smith, Lavinia Smith e o irmão adotivo Brendan Richards, e a filha do Brigadeiro Lethbridge-Stewart, Kate (que mais tarde se tornaria um convidado recorrente na série revivida) e seu neto Gordon.
Por outro lado, as famílias e amigos da maioria dos companheiros na era revivida são extensa e continuamente retratados, e suas aventuras com o Doutor geralmente não são mantidas em segredo. A era revivida também contou com uma série de companheiros relacionados a outros companheiros por sangue ou casamento (o avô de Donna Noble, Wilfred Mott; o noivo de Amy Pond (mais tarde marido) Rory Williams, e a filha do casal River Song; ex-companheiros Mickey Smith e Martha Jones que casaram-se após o seu companheirismo; Graham O'Brien e neto Ryan Sinclair). Nenhuma dessas relações ocorreu entre companheiros na era clássica, embora os companheiros originais Ian Chesterton e Barbara Wright sejam relatados na era revivida como tendo se casado após sua companhia, e Ben Jackson e Polly também estão juntos. As famílias de alguns companheiros da era clássica também foram retratadas na era revivida, como o neto de Jo Grant (agora conhecido como Jo Jones), Santiago Jones; e os pais de Sarah Jane Smith, seu filho adotivo Luke Smith, a filha adotiva Sky Smith e o noivo da linha do tempo alternativo Peter Dalton; e a filha de Alistair Lethbridge-Stewart, Kate Stewart.
Outra mudança na era revivida é a representação da vida pré-doutor de muitos companheiros, particularmente suas infâncias; nenhum companheiro foi tão retratado na era clássica, além de John Benton ter sido temporariamente 'envelhecido' pelo Mestre. Os companheiros Rose Tyler, Mickey Smith, Adelaide Brooke, Amy Pond, Rory Williams, River Song e Clara Oswald todos foram retratados em sua juventude por atores juvenis em Doctor Who; as vidas pré-companhia da família Pond-Williams-Song sendo particularmente bem documentadas. Companheiros Jack Harkness e Sarah Jane Smith também foram retratados em sua juventude em suas respectivas séries spin-off. Além de ter sido envelhecido uma vez na era clássica, John Benton foi o primeiro companheiro cuja infância foi narrada.

## Perda de um companheiro
Um tema recorrente da era revivida é o preço que a perda de companheiros leva para o Doutor. Enquanto eles lidariam mais ou menos facilmente com as partidas de seus companheiros na série clássica, a nova era mostra o Doutor tendo mais dificuldade em se recuperar quando um companheiro os deixa, especialmente quando o fazem em circunstâncias trágicas e se o Doutor desenvolve um forte laço emocional além da amizade. Depois de perder Donna Noble, o Décimo Doutor se recusou a viajar com um companheiro até depois de sua regeneração, incapaz de lidar com a partida deles. Mais tarde, a perda de Amy e Rory Williams - seus sogros por meio de seu casamento com River Song - leva o Décimo primeiro Doutor a uma profunda depressão, e ele vai para a Londres vitoriana, onde se recusa a se envolver nos assuntos do mundo. Além disso, "Let's Kill Hitler" destaca a culpa contínua do Doutor em relação a vários companheiros do passado. A 9ª temporada (2015) lidou com o crescente medo do Décimo segundo Doutor sobre o potencial de perder Clara Oswald. Sua morte em "Face the Raven" leva o Doutor a tomar medidas extremas para desfazer seu destino, conforme descrito no final da 9ª temporada "Hell Bent". O impacto da morte de sua esposa, River Song, é uma subtrama de "The Husbands of River Song" e "The Return of Doctor Mysterio".

## Lista de companheiros na televisão
A coluna "última histótia" inclui apenas o último arco de história em que eles apareceram em um papel complementar e exclui papéis menores, participações especiais, flashbacks e assim por diante. Além disso, a tabela refere-se apenas a aventuras com o respectivo Doutor. Alguns acompanhantes que aparecem com dois ou mais Doutores aparecem em tabelas separadas.

### Primeiro Doutor
| Companion (companheiro) | Interprete      | Temporadas            | Primeira história                    | Última história         |
| ----------------------- | --------------- | --------------------- | ------------------------------------ | ----------------------- |
| Susan Foreman           | Carole Ann Ford | 1–2, Especial de 1983 | An Unearthly Child                   | The Five Doctors        |
| Barbara Wright          | Jacqueline Hill | 1–2                   | An Unearthly Child                   | The Chase               |
| Ian Chesterton          | William Russell | 1–2                   | An Unearthly Child                   | The Chase               |
| Vicki Pallister         | Maureen O'Brien | 2–3                   | The Rescue                           | The Myth Makers         |
| Steven Taylor           | Peter Purves    | 2–3                   | The Chase                            | The Savages             |
| Katarina                | Adrienne Hill   | 3                     | The Myth Makers                      | The Daleks' Master Plan |
| Sara Kingdom            | Jean Marsh      | 3                     | The Daleks' Master Plan              | The Daleks' Master Plan |
| Dodo Chaplet            | Jackie Lane     | 3                     | The Massacre of St Bartholomew's Eve | The War Machines        |
| Polly Wright            | Anneke Wills    | 3–4                   | The War Machines                     | The Tenth Planet        |
| Ben Jackson             | Michael Craze   | 3–4                   | The War Machines                     | The Tenth Planet        |

### Segundo Doutor
| Companion (companheiro)      | Interprete        | Temporadas       | Primeira história       | Última história    |
| ---------------------------- | ----------------- | ---------------- | ----------------------- | ------------------ |
| Polly Wright                 | Anneke Wills      | 4                | The Power of the Daleks | The Faceless Ones  |
| Ben Jackson                  | Michael Craze     | 4                | The Power of the Daleks | The Faceless Ones  |
| Jamie McCrimmon              | Frazer Hines      | 4–6, 22          | The Highlanders         | The Two Doctors    |
| Victoria Waterfield          | Deborah Watling   | 4–5              | The Evil of the Daleks  | Fury from the Deep |
| Zoe Heriot                   | Wendy Padbury     | 5–6              | The Wheel in Space      | The War Games      |
| Brigadier Lethbridge-Stewart | Nicholas Courtney | Especial de 1983 | The Five Doctors        | The Five Doctors   |

### Terceiro Doutor
| Companion (companheiro) | Interprete       | Temporadas           | Primeira história    | Última história  |
| ----------------------- | ---------------- | -------------------- | -------------------- | ---------------- |
| Liz Shaw                | Caroline John    | 7                    | Spearhead from Space | Inferno          |
| Jo Grant                | Katy Manning     | 8–10                 | Terror of the Autons | The Green Death  |
| Sarah Jane Smith        | Elisabeth Sladen | 11, Especial de 1983 | The Time Warrior     | The Five Doctors |

#### UNIT
Os três personagens a seguir, todos associados a UNIT durante o exílio do Terceiro Doutor na Terra, às vezes são considerados seus companheiros, apesar de aparecerem irregularmente durante seu mandato.
| Personagem                    | Interprete        | Temporadas | Primeira aparição        | Última aparição       |
| ----------------------------- | ----------------- | ---------- | ------------------------ | --------------------- |
| Brigadeiro Lethbridge-Stewart | Nicholas Courtney | 7–11       | Spearhead from Space     | Planet of the Spiders |
| Sergento John Benton          | John Levene       | 7–11       | The Ambassadors of Death | Planet of the Spiders |
| Capitão Mike Yates            | Richard Franklin  | 8–11       | Terror of the Autons     | Planet of the Spiders |

### Quarto Doutor
| Companion (companheiro) | Interprete                          | Temporadas              | Primeira história     | Última história       |
| ----------------------- | ----------------------------------- | ----------------------- | --------------------- | --------------------- |
| Sarah Jane Smith        | Elisabeth Sladen                    | 12–14                   | Robot                 | The Hand of Fear      |
| Harry Sullivan          | Ian Marter                          | 12–13                   | Robot                 | Terror of the Zygons  |
| Leela                   | Louise Jameson                      | 14–15                   | The Face of Evil      | The Invasion of Time  |
| K-9                     | John Leeson / David Brierly (vozes) | 15–18                   | The Invisible Enemy   | Warriors' Gate        |
| Romana I                | Mary Tamm                           | 16                      | The Ribos Operation   | The Armageddon Factor |
| Romana II               | Lalla Ward                          | 17–18, Especial de 1983 | Destiny of the Daleks | The Five Doctors      |
| Adric                   | Matthew Waterhouse                  | 18                      | Full Circle           | Logopolis             |
| Nyssa                   | Sarah Sutton                        | 18                      | Logopolis             | Logopolis             |
| Tegan Jovanka           | Janet Fielding                      | 18                      | Logopolis             | Logopolis             |

### Quinto Doutor
| Companion (companheiro) | Interprete         | Temporadas | Primeira história | Última história            |
| ----------------------- | ------------------ | ---------- | ----------------- | -------------------------- |
| Adric                   | Matthew Waterhouse | 19         | Castrovalva       | Earthshock                 |
| Nyssa                   | Sarah Sutton       | 19–20      | Castrovalva       | Terminus                   |
| Tegan Jovanka           | Janet Fielding     | 19–21      | Castrovalva       | Resurrection of the Daleks |
| Vislor Turlough         | Mark Strickson     | 20–21      | Mawdryn Undead    | Planet of Fire             |
| Kamelion                | Gerald Flood (voz) | 20–21      | The King's Demons | Planet of Fire             |
| Peri Brown              | Nicola Bryant      | 21         | Planet of Fire    | The Caves of Androzani     |

### Sexto Doutor
| Companion (companheiro) | Interprete      | Temporadas | Primeira história      | Última história  |
| ----------------------- | --------------- | ---------- | ---------------------- | ---------------- |
| Peri Brown              | Nicola Bryant   | 21–23      | The Twin Dilemma       | Mindwarp         |
| Melanie "Mel" Bush      | Bonnie Langford | 23         | Terror of the Vervoids | The Ultimate Foe |

### Sétimo Doutor
| Companion (companheiro) | Interprete      | Temporadas | Primeira história | Última história |
| ----------------------- | --------------- | ---------- | ----------------- | --------------- |
| Melanie "Mel" Bush      | Bonnie Langford | 24         | Time and the Rani | Dragonfire      |
| Ace                     | Sophie Aldred   | 24–26      | Dragonfire        | Survival        |

### Oitavo Doutor
| Companion (companheiro) | Interprete      | História   |
| ----------------------- | --------------- | ---------- |
| Grace Holloway          | Daphne Ashbrook | Doctor Who |

### Nono Doutor
| Companion (companheiro) | Interprete     | Temporadas | Primeira história | Última história           |
| ----------------------- | -------------- | ---------- | ----------------- | ------------------------- |
| Rose Tyler              | Billie Piper   | 1          | "Rose"            | "The Parting of the Ways" |
| Adam Mitchell           | Bruno Langley  | 1          | "Dalek"           | "The Long Game"           |
| Capitão Jack Harkness   | John Barrowman | 1          | "The Empty Child" | "The Parting of the Ways" |

### Décimo Doutor
| Companion (companheiro) | Interprete        | Temporadas             | Primeira história        | Última história        |
| ----------------------- | ----------------- | ---------------------- | ------------------------ | ---------------------- |
| Rose Tyler              | Billie Piper      | 2, 4                   | "The Christmas Invasion" | "Journey's End"        |
| Mickey Smith            | Noel Clarke       | 2, 4                   | "School Reunion"         | "Journey's End"        |
| Donna Noble             | Catherine Tate    | Especial de 2006, 4    | "The Runaway Bride"      | "Journey's End"        |
| Martha Jones            | Freema Agyeman    | 3, 4                   | "Smith and Jones"        | "Journey's End"        |
| Capitão Jack Harkness   | John Barrowman    | 3, 4                   | "Utopia"                 | "Journey's End"        |
| Astrid Peth             | Kylie Minogue     | Especial de 2007       | "Voyage of the Damned"   | "Voyage of the Damned" |
| Sarah Jane Smith        | Elisabeth Sladen  | 4                      | "The Stolen Earth"       | "Journey's End"        |
| Jackson Lake            | David Morrissey   | Especiais de 2008–2010 | "The Next Doctor"        | "The Next Doctor"      |
| Rosita Farisi           | Velile Tshabalala | Especiais de 2008–2010 | "The Next Doctor"        | "The Next Doctor"      |
| Lady Christina de Souza | Michelle Ryan     | Especiais de 2008–2010 | "Planet of the Dead"     | "Planet of the Dead"   |
| Adelaide Brooke         | Lindsay Duncan    | Especiais de 2008–2010 | "The Waters of Mars"     | "The Waters of Mars"   |
| Wilfred Mott            | Bernard Cribbins  | Especiais de 2008–2010 | "The End of Time"        | "The End of Time"      |

### Décimo primeiro Doutor
| Companion (companheiro) | Interprete     | Temporadas          | Primeira história          | Última história             |
| ----------------------- | -------------- | ------------------- | -------------------------- | --------------------------- |
| Amy Pond                | Karen Gillan   | 5–7                 | "The Eleventh Hour"        | "The Angels Take Manhattan" |
| Rory Williams           | Arthur Darvill | 5–7                 | "The Vampires of Venice"   | "The Angels Take Manhattan" |
| River Song              | Alex Kingston  | 6                   | "The Impossible Astronaut" | "The Wedding of River Song" |
| Craig Owens             | James Corden   | 6                   | "Closing Time"             | "Closing Time"              |
| Clara Oswald            | Jenna Coleman  | 7–Especiais de 2013 | "The Snowmen"              | "The Time of the Doctor"    |

### Décimo segundo Doutor
| Companion (companheiro) | Interprete    | Temporadas          | Primeira história               | Última história              |
| ----------------------- | ------------- | ------------------- | ------------------------------- | ---------------------------- |
| Clara Oswald            | Jenna Coleman | 8–9                 | "Deep Breath"                   | "Hell Bent"                  |
| River Song              | Alex Kingston | Especial de 2015    | "The Husbands of River Song"    | "The Husbands of River Song" |
| Nardole                 | Matt Lucas    | Especial de 2016–10 | "The Return of Doctor Mysterio" | "The Doctor Falls"           |
| Bill Potts              | Pearl Mackie  | 10–Especial de 2017 | "The Pilot"                     | "Twice Upon a Time"          |

### Décima terceira Doutora
| Companion (companheiro) | Interprete     | Temporadas           | Primeira história             | Última história            |
| ----------------------- | -------------- | -------------------- | ----------------------------- | -------------------------- |
| Graham O'Brien          | Bradley Walsh  | 11–Especiais de 2022 | "The Woman Who Fell to Earth" | "The Power of the Doctor"  |
| Ryan Sinclair           | Tosin Cole     | 11–Especial de 2021  | "The Woman Who Fell to Earth" | "Revolution of the Daleks" |
| Yasmin Khan             | Mandip Gill    | 11–Especiais de 2022 | "The Woman Who Fell to Earth" | "The Power of the Doctor"  |
| Capitão Jack Harkness   | John Barrowman | Especial de 2021     | "Revolution of the Daleks"    | "Revolution of the Daleks" |
| Dan Lewis               | John Bishop    | 13–Especiais de 2022 | "The Halloween Apocalypse"    | "The Power of the Doctor"  |
| Ace                     | Sophie Aldred  | Especiais de 2022    | "The Power of the Doctor"     | "The Power of the Doctor"  |
| Tegan Jovanka           | Janet Fielding | Especiais de 2022    | "The Power of the Doctor"     | "The Power of the Doctor"  |

### Décimo quarto Doutor
| Companion (companheiro) | Interprete     | Temporadas        | Primeira história | Última história |
| ----------------------- | -------------- | ----------------- | ----------------- | --------------- |
| Donna Noble             | Catherine Tate | Especiais de 2023 | "The Star Beast"  | "The Giggle"    |

### Décimo quinto Doutor
| Companion (companheiro) | Interprete      | Temporadas       | Primeira história         | Última história    |
| ----------------------- | --------------- | ---------------- | ------------------------- | ------------------ |
| Ruby Sunday             | Millie Gibson   | 14–15            | "The Church on Ruby Road" | "The Reality War"  |
| Joy Almondo             | Nicola Coughlan | Especial de 2024 | "Joy to the World"        | "Joy to the World" |
| Belinda Chandra         | Varada Sethu    | 15               | "The Robot Revolution"    | "The Reality War"  |